# Kris Commons
Kristian Arron Commons, detto Kris (Mansfield, 30 agosto 1983), è un ex calciatore inglese naturalizzato scozzese, di ruolo centrocampista o attaccante.

## Caratteristiche tecniche
Trequartista, può giocare anche come seconda punta, esterno o ala su entrambe le fasce.

## Carriera
Debutta nel 2000 con la maglia dello Stoke City. Nel 2004 si trasferisce al Nottingham Forest, passando nel 2008 al Derby County. Nel gennaio 2011 si trasferisce al Celtic: in Scozia vince 5 campionati consecutivi (2011-2016), 2 Coppe di Scozia (2011 e 2013) e 1 Coppa di Lega scozzese (2015).
A livello individuale, ha segnato più di 150 gol tra i professionisti. Nel 2014, vincendo il titolo di miglior marcatore del campionato scozzese con 27 centri, sia la SFWA sia la SFPA lo eleggono calciatore scozzese dell'anno.
Fino al ritiro dalla nazionale avvenuto il 21 maggio 2013, Commons ha giocato con la Scozia per via del sangue scozzese dei suoi nonni.

## Statistiche

### Presenze e reti nei club
Statistiche aggiornate al 25 gennaio 2017.
| Stagione                 | Squadra                  | Campionato               | Campionato | Campionato | Coppe nazionali | Coppe nazionali | Coppe nazionali | Coppe continentali | Coppe continentali | Coppe continentali | Altre coppe | Altre coppe | Altre coppe | Totale | Totale |
| Stagione                 | Squadra                  | Comp                     | Pres       | Reti       | Comp            | Pres            | Reti            | Comp               | Pres               | Reti               | Comp        | Pres        | Reti        | Pres   | Reti   |
| ------------------------ | ------------------------ | ------------------------ | ---------- | ---------- | --------------- | --------------- | --------------- | ------------------ | ------------------ | ------------------ | ----------- | ----------- | ----------- | ------ | ------ |
| 2001-2002                | Stoke City               | FD                       | 0          | 0          | FACup+CdL       | 0               | 0               | -                  | -                  | -                  | FLT         | 1           | 0           | 1      | 0      |
| 2002-2003                | Stoke City               | FD                       | 8          | 1          | FACup+CdL       | 0+1             | 0               | -                  | -                  | -                  | FLT         | 0           | 0           | 9      | 1      |
| 2003-2004                | Stoke City               | FD                       | 33         | 4          | FACup+CdL       | 1+2             | 0               | -                  | -                  | -                  | FLT         | 0           | 0           | 36     | 4      |
| Totale Stoke City        | Totale Stoke City        | Totale Stoke City        | 41         | 5          |                 | 4               | 0               |                    | -                  | -                  |             | 1           | 0           | 46     | 5      |
| 2004-2005                | Nottingham Forest        | FLC                      | 30         | 6          | FACup+CdL       | 3+3             | 1+0             | -                  | -                  | -                  | -           | -           | -           | 36     | 7      |
| 2005-2006                | Nottingham Forest        | FL1                      | 37         | 8          | FACup+CdL       | 0+1             | 0               | -                  | -                  | -                  | FLT         | 0           | 0           | 38     | 8      |
| 2006-2007                | Nottingham Forest        | FL1                      | 32+2       | 9+1        | FACup+CdL       | 3+0             | 3               | -                  | -                  | -                  | FLT         | 3           | 0           | 40     | 13     |
| 2007-2008                | Nottingham Forest        | FL1                      | 39         | 9          | FACup+CdL       | 3+2             | 1+0             | -                  | -                  | -                  | FLT         | 1           | 0           | 45     | 10     |
| Totale Nottingham Forest | Totale Nottingham Forest | Totale Nottingham Forest | 138+2      | 32+1       |                 | 15              | 5               |                    | -                  | -                  |             | 4           | 0           | 159    | 38     |
| 2008-2009                | Derby County             | FLC                      | 34         | 5          | FACup+CdL       | 4+7             | 1+1             | -                  | -                  | -                  | -           | -           | -           | 45     | 7      |
| 2009-2010                | Derby County             | FLC                      | 20         | 3          | FACup+CdL       | 4+0             | 1               | -                  | -                  | -                  | -           | -           | -           | 24     | 4      |
| 2010-gen. 2011           | Derby County             | FLC                      | 26         | 13         | FACup+CdL       | 1+1             | 0               | -                  | -                  | -                  | -           | -           | -           | 28     | 13     |
| Totale Derby County      | Totale Derby County      | Totale Derby County      | 80         | 21         |                 | 16              | 3               |                    | -                  | -                  |             | -           | -           | 96     | 24     |
| gen.-giu. 2011           | Celtic                   | SPL                      | 14         | 11         | SC+CdL          | 5+2             | 2+1             | -                  | -                  | -                  | -           | -           | -           | 21     | 14     |
| 2011-2012                | Celtic                   | SPL                      | 24         | 1          | SC+CdL          | 3+2             | 0               | UEL                | 4                  | 0                  | -           | -           | -           | 33     | 1      |
| 2012-2013                | Celtic                   | SPL                      | 27         | 11         | SC+CdL          | 4+3             | 3+3             | UCL                | 12                 | 2                  | -           | -           | -           | 46     | 19     |
| 2013-2014                | Celtic                   | SP                       | 34         | 27         | SC+CdL          | 2+1             | 3+0             | UCL                | 11                 | 2                  | -           | -           | -           | 48     | 32     |
| 2014-2015                | Celtic                   | SP                       | 29         | 10         | SC+CdL          | 4+3             | 1+3             | UCL+UEL            | 5+5                | 0+2                | -           | -           | -           | 46     | 16     |
| 2015-2016                | Celtic                   | SP                       | 21         | 4          | SC+CdL          | 2+2             | 0+1             | UCL+UEL            | 3+5                | 0+4                | -           | -           | -           | 33     | 9      |
| Totale Celtic            | Totale Celtic            | Totale Celtic            | 149        | 64         |                 | 33              | 17              |                    | 45                 | 10                 |             | -           | -           | 227    | 91     |
| dic. 2016-gen. 2017      | Hibernian                | SC                       | 5          | 2          | SC+CdL          | - + -           | - + -           | -                  | -                  | -                  | -           | -           | -           | 5      | 2      |
| Totale carriera          | Totale carriera          | Totale carriera          | 413+2      | 124+1      |                 | 67              | 25              |                    | 45                 | 10                 |             | 5           | 0           | 533    | 160    |

### Cronologia presenze e reti in nazionale
| Cronologia completa delle presenze e delle reti in nazionale ― Scozia | Cronologia completa delle presenze e delle reti in nazionale ― Scozia | Cronologia completa delle presenze e delle reti in nazionale ― Scozia | Cronologia completa delle presenze e delle reti in nazionale ― Scozia | Cronologia completa delle presenze e delle reti in nazionale ― Scozia | Cronologia completa delle presenze e delle reti in nazionale ― Scozia | Cronologia completa delle presenze e delle reti in nazionale ― Scozia | Cronologia completa delle presenze e delle reti in nazionale ― Scozia |
| Data                                                                  | Città                                                                 | In casa                                                               | Risultato                                                             | Ospiti                                                                | Competizione                                                          | Reti                                                                  | Note                                                                  |
| --------------------------------------------------------------------- | --------------------------------------------------------------------- | --------------------------------------------------------------------- | --------------------------------------------------------------------- | --------------------------------------------------------------------- | --------------------------------------------------------------------- | --------------------------------------------------------------------- | --------------------------------------------------------------------- |
| 20-8-2008                                                             | Glasgow                                                               | Scozia                                                                | 0 – 0                                                                 | Irlanda del Nord                                                      | Amichevole                                                            | -                                                                     | 62’                                                                   |
| 6-9-2008                                                              | Skopje                                                                | Macedonia                                                             | 1 – 0                                                                 | Scozia                                                                | Qual. Mondiali 2010                                                   | -                                                                     | 65’                                                                   |
| 10-9-2008                                                             | Reykjavík                                                             | Islanda                                                               | 1 – 2                                                                 | Scozia                                                                | Qual. Mondiali 2010                                                   | -                                                                     | 62’                                                                   |
| 19-11-2008                                                            | Glasgow                                                               | Scozia                                                                | 0 – 1                                                                 | Argentina                                                             | Amichevole                                                            | -                                                                     |                                                                       |
| 12-8-2009                                                             | Oslo                                                                  | Norvegia                                                              | 0 – 0                                                                 | Scozia                                                                | Qual. Mondiali 2010                                                   | -                                                                     |                                                                       |
| 9-9-2009                                                              | Glasgow                                                               | Scozia                                                                | 0 – 2                                                                 | Paesi Bassi                                                           | Qual. Mondiali 2010                                                   | -                                                                     | 66’                                                                   |
| 16-11-2010                                                            | Aberdeen                                                              | Scozia                                                                | 3 – 0                                                                 | Fær Øer                                                               | Amichevole                                                            | 1                                                                     | 76’                                                                   |
| 9-2-2011                                                              | Dublino                                                               | Irlanda del Nord                                                      | 0 – 3                                                                 | Scozia                                                                | Amichevole                                                            | 1                                                                     | 72’                                                                   |
| 27-3-2011                                                             | Londra                                                                | Brasile                                                               | 2 – 0                                                                 | Scozia                                                                | Amichevole                                                            | -                                                                     | 64’                                                                   |
| 12-10-2012                                                            | Cardiff                                                               | Galles                                                                | 2 – 1                                                                 | Scozia                                                                | Qual. Mondiali 2014                                                   | -                                                                     | 87’                                                                   |
| 16-10-2012                                                            | Bruxelles                                                             | Belgio                                                                | 2 – 0                                                                 | Scozia                                                                | Qual. Mondiali 2014                                                   | -                                                                     | 46’                                                                   |
| 6-2-2013                                                              | Aberdeen                                                              | Scozia                                                                | 1 – 0                                                                 | Estonia                                                               | Amichevole                                                            | -                                                                     | 74’                                                                   |
| Totale                                                                |                                                                       | Presenze                                                              | 12                                                                    |                                                                       | Reti                                                                  | 2                                                                     |                                                                       |

## Palmarès

### Club
- Coppa di Scozia: 3

Celtic: 2010-2011, 2012-2013, 2016-2017
- Campionato scozzese: 6

Celtic: 2011-2012, 2012-2013, 2013-2014, 2014-2015, 2015-2016, 2016-2017
- Coppa di Lega scozzese: 2

Celtic: 2014-2015, 2016-2017

### Individuale
- PFA Football League One Team of the Year: 1[8]

2007-2008
- Capocannoniere della Scottish Premiership: 1

2013-2014 (27 gol)